# Vittorio Bergamo
Vittorio Bergamo (Roveredo in Piano, 25 giugno 1922 – Biella, 3 giugno 2011) è stato un calciatore e allenatore di calcio italiano, di ruolo centrocampista.

## Carriera
Giocò le prime stagioni agonistiche dal 1938 nella Fortitudo Trieste.
Dal 1940 viene ingaggiato dalla Biellese, club con il quale rimane sino al 1944 disputando anche il Campionato di Guerra del 1944.
Sempre nel 1944 passa al Vigevano. Dal club lombardo passa al Genoa esordendo in Serie A il 22 settembre 1946 nel successo rossoblu per 4 a 0 contro il Brescia. Con i rossoblu gioca quattro anni, quasi sempre da titolare.
Nel 1950 passa ai rivali del Grifone, ovvero la Sampdoria, scambiato con l'attaccante Giuseppe Baldini. Con i blucerchiati rimane due stagioni prima di venire ingaggiato dalla Lazio per tre stagioni seguenti.
Gioca poi nel Palermo (22 presenze e 2 reti nel 1955-1956) ed infine chiude la carriera tornando a giocare nuovamente con la Biellese dove milita sino al 1957.
È ricordato come una bandiera tra le tifoserie di Lazio e Genoa pur avendo militato anche nelle file dei rivali cittadini della Sampdoria, con i quali mise a segno il gol che aprì le marcature nel derby del 22 aprile 1951 – derby che terminò 3 a 2 per la Sampdoria e che indirizzò il Genoa verso la seconda retrocessione della sua storia in Serie B.
In carriera ha totalizzato complessivamente 243 presenze e 19 reti in Serie A.